# Аранси сир Крин
Аранси сир Крин (фр. Arrancy-sur-Crusne) насеље је и општина у североисточној Француској у региону Лорена, у департману Меза која припада префектури Верден.
По подацима из 2011. године у општини је живело 491 становника, а густина насељености је износила 24,36 становника/km². Општина се простире на површини од 20,16 km². Налази се на средњој надморској висини од 288 метара (максималној 309 m, а минималној 216 m).

## Демографија
| 1962. | 1968. | 1975. | 1982. | 1990. | 1999. | 2011. |
| ----- | ----- | ----- | ----- | ----- | ----- | ----- |
| 433   | 447   | 406   | 361   | 365   | 322   | 491   |

График промене броја становника у току последњих година